# KyivNotKiev

Логотип кампании

KyivNotKiev или CorrectUA — онлайн-кампания дерусификации, начатая Министерством иностранных дел Украины совместно с Центром стратегических коммуникаций «StratCom Ukraine» 2 октября 2018 года с целью убедить англоязычные средства массовой информации и другие организации начать использовать для названия города Киева «Kyiv» (основанный на украинском названии города) вместо «Kiev» (основанный на русском названии города). Мотивацией к проведению кампании является то, что МИД Украины, как и значительное количество украинских граждан, считает транслитерацию «Kiev» в английском языке «советским колониальным пережитком» и пытается «построить украинскую идентичность, отбросив все, что привязывает Украину к советскому и российскому имперскому прошлому». Проведение кампании курирует Управление публичной дипломатии МИД.
Транслитерация «Kyiv» была утверждена украинским правительством ещё в 1995 году, с тех пор правительство пытается тем или иным способом распространить использование названия «Kyiv» за рубежом. На международном уровне такая норма была утверждена Десятой конференцией ООН по стандартизации географических названий, хотя даже это не сильно повлияло на ситуацию. Норма «Kiev» глубоко укоренилась в английском языке, поэтому не только СМИ и другие организации используют эту норму, но и обычные люди. До 2014 года случаев перехода на название «Kyiv» было немного, поскольку многие за пределами Украины не понимали зачем это нужно или считали что этот вопрос «искусственно создан националистами».
Необычной делает эту кампанию то, что МИД Украины занимается ею не самостоятельно, а приглашает широкую общественность присоединяться к ней. МИД предлагает гражданам Украины размещать в социальных сетях сообщения с хештегами #KyivNotKiev или #CorrectUA, обозначая в них иностранные СМИ или другие организации, с просьбами к ним перейти на транслитерацию «Kyiv», и таким образом участвовать в этой кампании.

## История кампании

### Начало кампании
Началась кампания «KyivNotKiev» с двухнедельного «марафона», когда каждые один или пару дней МИД Украины публиковало об одном иностранном медиа и украинцы массово обращались к этим медиа в социальных сетях с просьбой использовать название «Kyiv» вместо «Kiev», что также сопровождалось тем, что украинцы массово ставили на фото своих профилей рамку #KyivNotKiev. Так были охвачены 10 ведущих, по мнению МИД Украины, англоязычных медиа мира: «Рейтер», CNN, «Би-би-си», «Аль-Джазира», Daily Mail, The Washington Post, The New York Times, The Guardian, The Wall Street Journal и Euronews. В этом этапе кампании приняли участие также некоторые украинские чиновники: кроме тогдашнего министра иностранных дел Павла Климкина, присоединились также и. о. министра здравоохранения Ульяна Супрун, представитель Украины при Совете Европы Дмитрий Кулеба и народный депутат Егор Соболев. Кампанию поддержали тысячи украинцев, а хештег #KyivNotKiev увидели около 10 миллионов пользователей соцсетей. Во время или вскоре после этого марафона на название Kyiv перешли «Би-би-си» и The Guardian. Позже кампания переключилась на иностранные аэропорты, которые на тот момент почти все использовали название Kiev.

### CorrectUA
Кампания «KyivNotKiev» является частью более широкой кампании «CorrectUA», целью которой является изменение транслитераций в английском языке не только для Киева, но и для названий других украинских городов, поскольку транслитерации названий украинских городов по русскому языку всё ещё достаточно распространены. В частности, указывается на использование «Odessa» вместо «Odesa», «Kharkov» вместо «Kharkiv», «Lvov» вместо «Lviv», «Nikolaev» вместо «Mykolaiv», «Rovno» вместо «Rivne». Транслитерации, основанные на русских названиях городов, стали устоявшимися из-за политики русификации, которую проводили царское, а после него советское правительство.

### Результаты
В июне 2019 года по просьбе Государственного департамента США, Посольства Украины в США и украинских организаций в Америке название «Kyiv» было официально утверждено Советом США по географическим названиям как единственно правильное, из-за этого новое название начали использовать все высшие федеральные органы государственной власти США.
В октябре 2019 года IATA, на основании решения Совета США по географическим названиям, сменила название на «Kyiv».
В конце июня 2020 года на транслитерацию названия Киева с украинской присоединилась соцсеть Facebook.
С момента начала кампании 63 аэропорта и 3 авиакомпании по всему миру перешли на использование названия «Kyiv», даже до того, как новое название утвердила IATA, некоторые аэропорты уже использовали это название, среди них Торонто-Пирсон, Манчестер, Франкфурт-на-Майне и Барселона — Эль-Прат.
По данным администратора зоны UA — компании «Хостмастер» — численность доменов kiev.ua за 2020 год уменьшается, в то время как доля kyiv.ua растёт. В 2020 году количество имён в kyiv.ua увеличилось в полтора раза. Рост регистраций связан, в частности, и с онлайн-кампанией KyivNotKiev, которая была запущена Министерством иностранных дел Украины совместно с Центром стратегических коммуникаций StratCom Ukraine.

## Названия столицы Украины в иноязычных Википедиях

### Английская Википедия

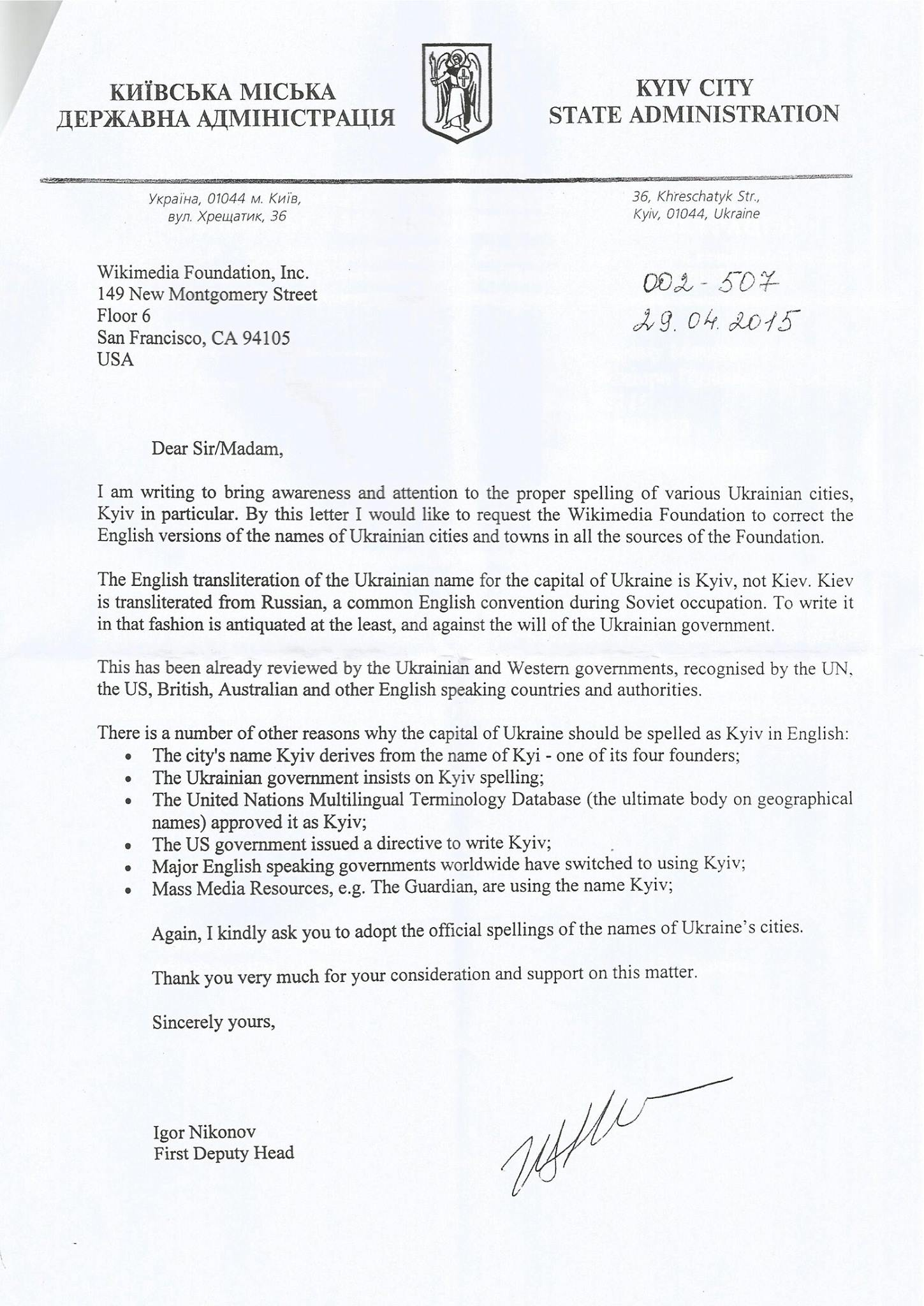
Письмо от КГГА фонду Викимедия

Единственной известной попыткой украинского государства повлиять на Википедию было письмо от Киевской городской военной администрации в Фонд Викимедиа с просьбой исправить «Kiev» на «Kyiv».
16 сентября 2020 года английская Википедия переименовала статью о Киеве с «Kiev» на «Kyiv».

### Немецкая Википедия
Проблема с названием Киева с русского вместо украинского присутствует не только в английском языке, но и в большинстве европейских языков, например в немецком языке, где город пишется как «Kiew». Данная форма более распространённая чем «Kyjiw» которую продвигают украинские дипломаты. Хотя форма «Kyjiw» и признаётся словарём «Дуден» как один из двух возможных вариантов написания названия города, МИД Германии заявил, что «для городов рекомендовано использование привычных немецких названий, если таковые уже существовали до 1933 года». При этом большинство названий других украинских городов (кроме входивших в Австро-Венгрию) в немецком языке основаны именно на украинских названиях, поскольку они не были установлены до недавнего времени.